# Spencer Summers
Gerard Spencer Summers (27 octobre 1902 - 19 janvier 1976), connu sous le nom de Spencer Summers, est un homme politique conservateur britannique.

## Biographie
Il est né à Flintshire, au Pays de Galles en 1902 et fait ses études à la Wellington School et au Trinity College de Cambridge. Il devient directeur de l'entreprise familiale de John Summers &amp; Sons, sidérurgistes.
Pendant la Seconde Guerre mondiale (1940-1945), il est député de Northampton et nommé directeur général de l'organisation régionale au ministère de l'approvisionnement. En 1945, il est Secrétaire au Commerce extérieur dans le gouvernement provisoire d'après-guerre.
En 1946, il occupe également le poste de premier président de l'Outward Bound Trust. Il est gouverneur de l'UWC Atlantic College depuis son ouverture en 1962 à 1976, et siège au comité de fondation pendant trois ans avant son ouverture .
Il est député d'Aylesbury de 1950 jusqu'à sa retraite en 1970. Il est fait chevalier en 1956 et est haut shérif du Northamptonshire pour 1974–75.

## Vie privée
Spencer Summers épouse Jean Pickering à Londres en 1930. Leur fils, Shane, est un pilote de course qui participe à quelques courses de Formule 1 hors championnat, mais est tué accidentellement à l'âge de 24 ans alors qu'il s'entraîne pour le Silver City Trophy 1961 sur le circuit de Brands Hatch dans le Kent. Sir Gerard Spencer Summers est décédé près de Banbury, Oxfordshire en 1976, à l'âge de 73 ans.